# 雪兒薇·瓦丹
雪兒薇·瓦丹（法語：Sylvie Vartan、法語發音：[silvi vaʁtɑ̃]，1944年8月15日—）是一名保加利亞亞美尼亞裔的法國歌手及演員。她被認為是法國流行音樂的代表歌手，世界最具知名的耶耶音樂音樂家之一，流派包括流行音樂、搖滾樂和爵士樂。其演出經常伴隨著精心編排的舞蹈表演，並且多次出現在法國和義大利的電視節目中。
1961年，雪兒薇於17歲就讀中學時首次在奥林匹亚音乐厅出道。並自此後以搖滾歌手的身份出道。在1960年代至1970年代中期，她與當時的丈夫约翰尼·阿利代共同舉辦的年度演唱會，吸引了大量觀眾，並且在奥林匹亚音乐厅和巴黎會議宮等地獲得滿座。2004年，經過一段時間的演出休整後，她開始在法語國家錄製並舉辦爵士情歌演唱會。

## 經歷

### 早年
雪兒薇·瓦丹於1944年出生於當時的保加利亞王國索非亞省的伊斯克雷茨。她的父親喬治·瓦塔尼安（Georges Vartanian，1912–1970）出生於法國，具有混合血統：母親是保加利亞人，父親則是亞美尼亞人。喬治曾在索非亞的法國大使館擔任隨員，後來家族將姓氏從瓦塔尼安（Vartanian）簡化為瓦丹（Vartan）。她的母親伊洛娜（Ilona，娘家姓梅爾 （Mayer），1914–2007）是建築師魯道夫·梅耶（Rudolf Mayer）的女兒，擁有匈牙利猶太人的血統。
1944年9月，第二次世界大戰期間，蘇聯陸軍入侵保加利亞，瓦丹家族的房屋被國有化，他們被迫遷至索非亞。1952年，雪兒薇的父親的一位朋友——電影導演達科·達科夫斯基（Dako Dakovski）——邀請她參與電影《在桎梏下》的演出，飾演一名女學生。該電影講述保加利亞人民反抗奧斯曼帝國統治的故事，參與拍攝的經歷激發了雪兒薇成為藝人的夢想。
保加利亞在戰後的艱苦生活迫使瓦丹一家於1952年12月移居巴黎。他們最初居住在靠近雷阿爾區的銀獅酒店，喬治在當地找到了一份工作；接下來的四年裡，他們搬到英格蘭酒店的一間小房間內生活。年幼的雪兒薇努力適應新環境，在學校學習法語並試圖融入同齡人的圈子。她用了兩年時間才流利掌握法語。
1960年，瓦丹一家搬進了米歇爾·比佐大道（Michel Bizot Avenue）的一間公寓。受到哥哥艾迪（Eddie）的影響——他當時是一位音樂製作人——青少年時期的雪兒薇對音樂產生了濃厚的興趣。她特別喜愛爵士樂，而作為對學校嚴格規範的反抗，她也熱衷於搖滾樂。她最欣賞的音樂人包括布蘭達·李、比爾·哈利以及艾維斯·普里斯萊。

### 職業生涯

#### 出道

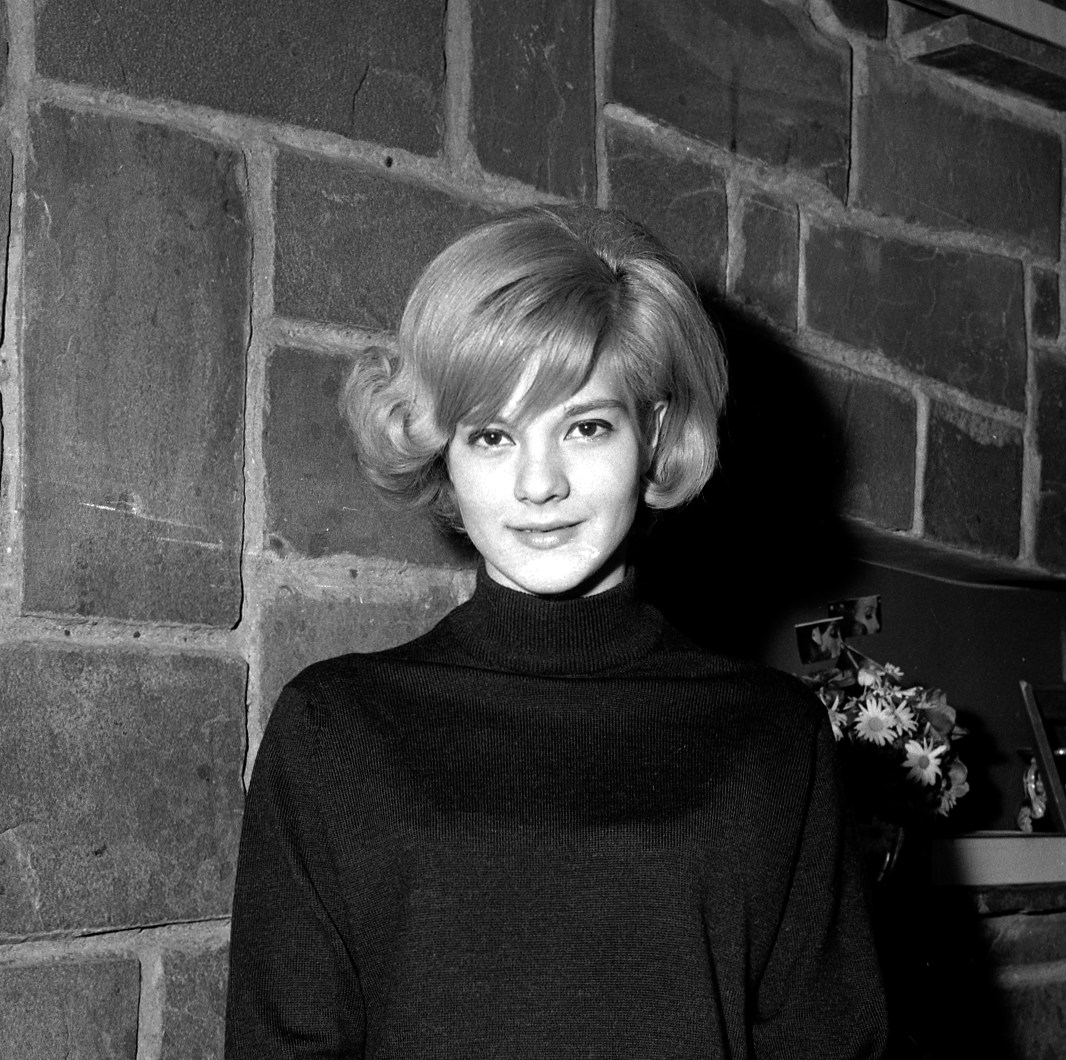
1962年的雪兒薇。

1961年，雪兒薇在哥哥艾迪的安排下，與法國搖滾歌手法蘭基·喬丹合作錄製了歌曲《Panne d'essence》。這首由迪卡唱片公司發行的EP意外成為暢銷作品。儘管她的名字未出現在唱片封面上，但這首歌讓她首次登上法國電視一台的螢幕，並為她贏得了“扭腰學院女生”（la collégienne du twist）的美譽。在完成維克多·雨果中學的學業後，迪卡唱片與迪卡唱片公司簽約，錄製了首張EP，主打歌曲《Quand le film est triste》翻唱自蘇·湯普森的《Sad Movies (Make Me Cry)》。該EP於1961年12月初發行，再度成為熱門作品，也讓她得以在1961年12月12日於巴黎奧林匹亞劇院舉行首次個人演唱會。
之後，她推出了翻唱雷·查尔斯名曲《What’d I Say》的法語版本《Est-ce que tu le sais?》，並在奧林匹亞劇院為文斯·泰勒的演唱會擔任開場嘉賓，這是她的第二次公開演出。1962年7月，她與法國知名歌手吉爾貝·貝科一同展開全國巡演。同年秋天，她發行了EP版本的《The Loco-Motion》以及首張個人專輯《Sylvie》。此外，她的熱門歌曲《Tous mes copains》也於1962年推出。同年，她首次參演電影《莫伯日的月光》，在片中飾演一名歌手。
1963年，保羅·安卡為雪兒薇創作了歌曲《I’m Watching You》，這首單曲成為她在日本和韓國的首支國際暢銷作品。同年，她參與錄製了四部電視特輯，並成為青少年雜誌《Salut les Copains》的封面人物。從1962年至1963年間，她發行的31首歌曲中有6首成功進入歐洲前20名排行榜。
1963年冬末，雪兒薇與约翰尼·阿利代展開全國巡演，並共同出演電影《你從哪裡來的，約翰尼？》。稍後，他們透過廣播宣布訂婚，隨即在巴黎民族廣場舉辦了一場吸引20萬觀眾的大型演唱會。同年底，他們前往美國納什維爾，與The Jordanaires合作錄製專輯。在納什維爾的錄音加入了弦樂與銅管的精心編曲，這些作品在法國市場取得巨大成功。
專輯《Sylvie à Nashville》收錄了多首熱門單曲，包括《La plus belle pour aller danser》和《Si je chante》，並包含三首全新英文歌曲，其中一首由Paul Anka參與創作。與此同時，電影《Cherchez l’idole》上映，而《La plus belle pour aller danser》的EP登上法國排行榜冠軍，在日本銷量突破百萬，在韓國和西班牙同樣大受歡迎，也成為她在義大利的首張發行作品。同年另一首國際熱門單曲是《Il n’a rien retrouvé》。
1964年1月16日，雪兒薇於巴黎奧林匹亞劇院為披頭四的演唱會擔任開場嘉賓，與她同台的還有特里尼·洛佩斯等表演者。同時，她為“Renown”服裝品牌拍攝廣告，並在電影《帕塔特》中擔任配角，知名度進一步提升。他也登上了美國電視節目《艾德·蘇利文秀》。此期間，雪兒薇開始展開國際巡演，足跡遍及加拿大、南美洲和波利尼西亞。1965年，他在日本東京於12天內舉行了13場演唱會。

#### 耶耶音樂

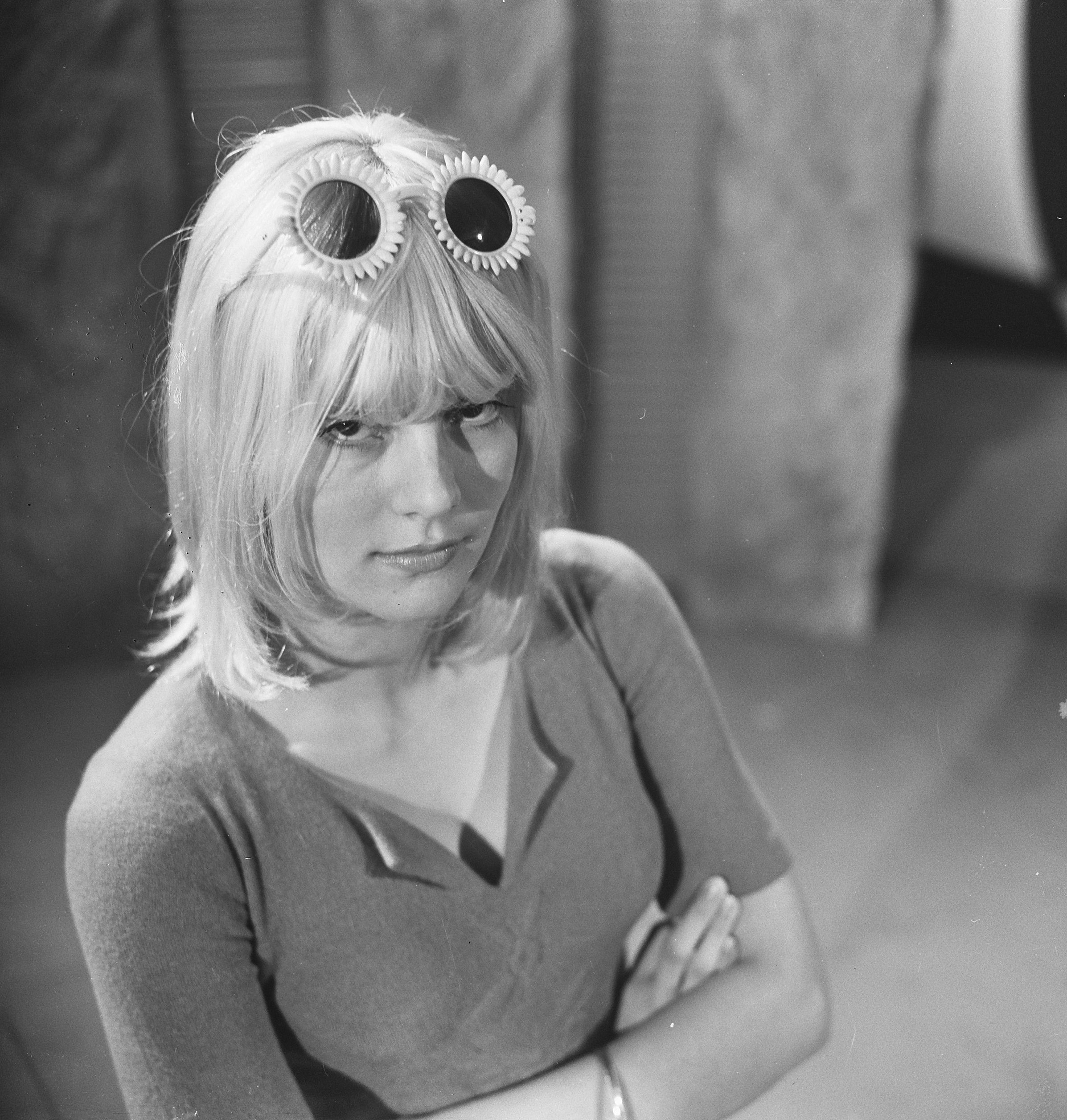
1966年的雪兒薇。

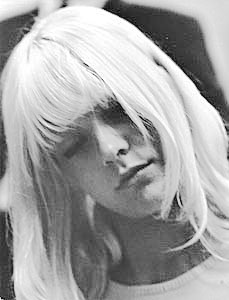
1966年的雪兒薇。

1964年12月，隨著哈里戴入伍服兵役，雪兒薇的哥哥艾迪聘請了兩位英國詞曲作者兼錄音樂手——鼓手湯米·布朗和吉他手米奇·瓊斯——在紐約為雪兒薇錄製歌曲，並創作了熱門單曲《Cette lettre-là》。 此外，《Cette lettre-là》成為雪兒薇首次於法國電視綜藝節目《讓-克里斯托夫·阿韋蒂秀》中表演的歌曲。
1966至1967年間，雪兒薇錄製了更多原創熱門單曲，其中《Dis moi, que tu m'aimes》於1967年7月9日在電視上首播，伴隨一群男性舞者共同演出；而《Le jour qui vient》則於1968年1月14日在法國電視一台的節目《Dim Dam Dom》中以彩色形式播出。同一時期，她的《2'35 de bonheur》和《Comme un garçon》在法國、義大利、比利時、日本和韓國等地的排行榜上均奪冠，成為多國熱門金曲。
1968年4月11日，雪兒薇因交通事故受傷，但她於當年8月迅速重返舞台。同年12月4日，她在法國電視節目《Jolie poupée》中以嶄新的卡巴萊形象亮相。該節目由馬里蒂與吉爾伯·卡朋蒂爾製作，以充滿娛樂性的內容吸引觀眾。當晚的演出包括帶有華麗女子團體舞蹈的《Irrésistiblement》，以及一段對話形式的表演《Jolie poupée》，其中「洋娃娃雪兒薇」與「成人版雪兒薇」之間的互動成為節目亮點。《Jolie poupée》節目中的歌曲被收錄至專輯《Maritza》中。同時，雪兒薇在義大利翻唱了米娜的《Zum zum zum》，成功超越原版，成為1969年義大利銷量第23高的單曲。同年12月，她在奧林匹亞劇院舉行了個人演唱會，這些表演後來被製作成紀錄片《Sylvie à L'Olympia》發行。
1969年冬季的九個星期六晚間，雪兒薇參與了義大利RAI的綜藝節目《Doppia coppia》，演唱了《Irrésistiblement》（義大利語版本《Irresistibilmente》）和《Le jour qui vient》（義大利語版本《Una cicala canta》）。《Irresistibilmente》在義大利排行榜上最高名列第二，並連續十週位列前十，成為1969年義大利第22高銷量的單曲。為該節目特別錄製的抒情歌曲《Blam blam blam》也在排行榜上名列第14，並成為當年百大銷量單曲之一。
在完成1969年秋季的世界巡演後，雪兒薇回到義大利參與多個綜藝節目，其中包括《Canzonissima》中演唱的《Festa negli occhi, festa nel cuore》，以及於墨西拿Gattopardo俱樂部錄製的《Incontro con Sylvie Vartan》，演唱《C'est un jour à rester couché》。她在義大利和法國的表演大受歡迎，每首歌曲均搭配不同的服裝，從迷你短裙到膝上「巴巴瑞拉靴」（Barbarella boots），展現多樣造型。Sylvie的時尚形象甚至啟發了兩國的漫畫家，他們紛紛以她為靈感繪製出漫畫角色。

### 1970年至今

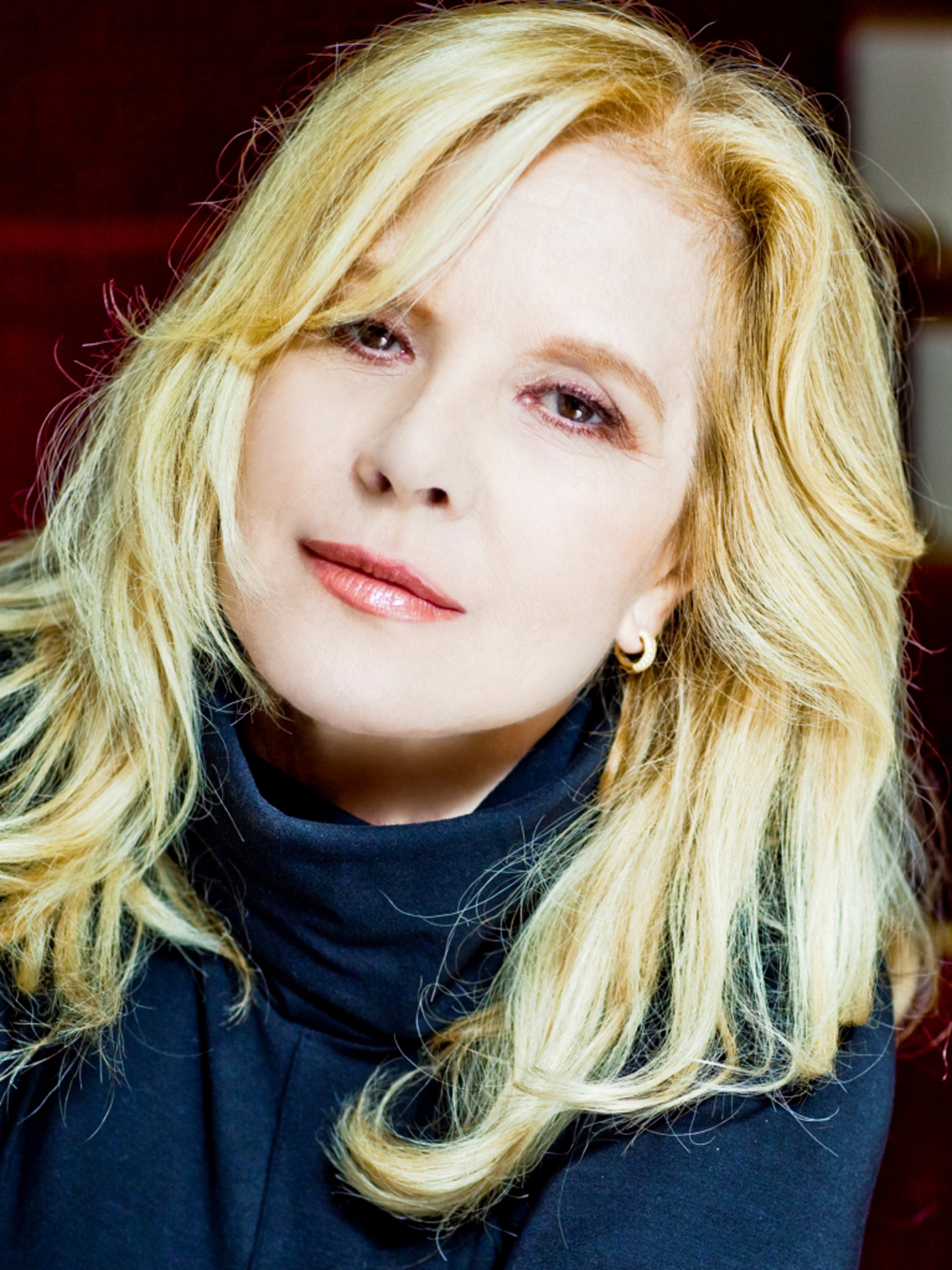
2009年的雪兒薇。

儘管在1970年經歷了第二次嚴重車禍，雪兒薇依然積極投入於演出和錄音工作。1972年，她參演電影《馬爾佩圖斯》。作為RCA唱片公司旗下的重要藝人，她的唱片銷量僅次於艾維斯·普里斯萊，成為該品牌發行作品最多的歌手之一。此時期的經典歌曲包括《J'ai un problème》、《L'amour au Diapason》（1973年）、《Parle moi de ta vie》（1971年）、《Petit Rainbow》（1977年）、《Bye Bye Leroy Brown》（1974年）、《Disco Queen》和《Nicolas》（1979年），以及意大利版的國際熱門單曲《Caro Mozart》（1972年）。即便如此，她在世界巡演和義大利電視節目中仍然保留了她1960年代末的代表作。
1976年，雪兒薇翻唱了約翰·孔戈斯的歌曲，推出了以迪斯科風格改編的《Qu'est-ce qui fait pleurer les blondes?》，該歌曲連續數週占據法國排行榜冠軍。她的迪斯科時期巔峰表現在1977年9月10日TF1頻道播出的電視特別節目《Dancing Star》，該節目由馬里蒂（Maritie）和吉爾伯·卡朋蒂爾（Gilbert Carpentier）製作，RCA隨後發行了同名專輯《Dancing Star》。
1982年，她在拉斯維加斯連續演出一週，隨後與約翰·丹佛合作推出對唱歌曲《Love Again》，該曲在Billboard Hot 100排行榜上達到第85名。1985年，她在美國發行了新專輯，包含歌曲《Double Exposure》和《One-Shot Lover》。1986年，Sylvie短暫退出演藝圈；1989年，她憑藉歌曲《C'est Fatal》（意大利版為《È Fatale》）重返舞台。
1990年，Sylvie在國立文化宮舉行音樂會，以保加利亞歌曲作為開場和結尾，這是她自移居國外後首次造訪該城市
1991年，她於體育宮連續演出三週，並以《Quand tu es là》重返排行榜。1995年，她主演了由喬恩-克勞德·巴梭執導的電影《黑色天使》。1996年，她推出專輯《Toutes les femmes ont un secret》，其中收錄了魁北克作曲家呂克·普拉蒙東創作的《Je n'aime encore que toi》。2001年，她的哥哥艾迪去世後，Sylvie再次暫別公開演出。
2004年秋，她開始錄製爵士情歌，並在法語國家與日本舉行音樂會。2004年和2008年，她於巴黎會議宮舉行為期兩週的演出。2009年，Sylvie展開了一場橫跨土耳其、法國、日本、瑞士、魁北克、美國、義大利、西班牙、荷蘭和比利時的巡演。
2021年12月，雪兒薇迎來了她的舞台生涯60周年。她發行了第50張工作室錄音的原創專輯《Merci pour le regard》，這張專輯被認為是她對「人生與藝術家生涯」的深刻反思。專輯發行的同時，雪兒薇以在巴黎舉行了演唱會。從2021年到2022年，法國各大唱片公司（如RCA）開始重新發行她過去的專輯，並以黑膠LP的形式再次上市。2022年4月。
2024年1月末，雪兒薇宣布將舉行她的告別演唱會《JE TIRE MA REVERENCE》。這場演唱會將於2024年11月8日至10日在巴黎的巴黎體育館舉行，這是自1981年和1991年以來，她再次在巴黎體育館的演出。兩個月後，他還將宣布額外的巡演，計劃於2025年1月24日至26日在巴黎的國際會議中心舉行。根據2024年1月25日《巴黎人報》的訪談，雪兒薇將結束她長達63年的舞台生涯，但將繼續從事錄音工作。

## 影響
2005年，雪兒薇被任命為世界衛生組織歐洲地區母嬰健康的親善大使。多年來，她也被譽為同志偶像。

### 榮譽
- 法國國家功績勳章（Ordre national du Mérite）
  - 騎士（Chevalier）– 1987年11月13日[24]
  - 軍官（Officier）– 2006年[17]
- 法國榮譽軍團勳章（Legion of Honour）
  - 騎士（Chevalier）– 1998年11月14日[25]
  - 軍官（Officier）– 2009年

## 個人生活
1962年，雪兒薇在巴黎奧林匹亞音樂廳的第二場演唱會中結識了法國著名流行搖滾歌手約翰尼·阿利代。兩人在1965年4月12日於德國奧芬堡結婚。他們育有一子，大衛·哈利迪為人所知，大衛繼承了父母的音樂事業。當時，雪兒薇與約翰尼被公認為法國的「金童玉女」，他們的婚姻成為法國媒體關注的焦點。然而，由於約翰尼偏愛與朋友相聚而忽略家庭，夫妻間產生了許多分歧，最終於1980年11月4日離婚。
之後，瓦丹與唱片製作人東尼·斯科蒂（Tony Scotti）結婚，並共同領養了一位名叫達麗娜（Darina）的保加利亞女孩。
席維還是演員邁克·瓦爾坦的姑姑，邁克是她哥哥艾迪·瓦丹（Eddie Vartan）的兒子。

## 作品
詳細的專輯與迷你專輯列表，請參見雪兒薇·瓦丹專輯列表。

### 音樂專輯列表
- Sylvie（英语：Sylvie_(album)） (1962年)
- Twiste et chante（英语：Twiste et chante） (1963年)
- Sylvie à Nashville (1964年)
- A Gift Wrapped from Paris (1965年)
- Il y a deux filles en moi (1966年)
- 2'35 de bonheur (1967年)
- Comme un garçon (1967年)
- La Maritza (1968年)
- Aime-moi (1970年)
- Sympathie (1971年)
- Untitled (J'ai un problème) (1973年)
- Je chante pour Swanee (1974年)
- Shang shang a lang (1974年)
- Qu'est-ce qui fait pleurer les blondes? (1976年)
- Sylvie Vartan (Ta sorcière bien-aimée)（英语：Sylvie Vartan (Ta sorcière bien-aimée)） (1976年)
- Georges (1977年)
- Dancing Star (1977年)
- Fantaisie (1978年)
- I Don't Want the Night to End (1979年)
- Déraisonnable (1979年)
- Bienvenue solitude (1980年)
- Ça va mal (1981年)
- De choses et d'autres (1982年)
- Danse ta vie (1983年)
- Des heures de désir (1984年)
- Made in USA (1985年)
- Virage (1986年)
- Confidanses (1989年)
- Vent d'ouest (1992年)
- Sessions acoustiques (1994年)
- Toutes les femmes ont un secret (1996年)
- Sensible (1998年)
- Sylvie (2004年)
- Nouvelle vague (2007年)
- Toutes peines confondues (2009年)
- Soleil bleu (2010年)
- Sylvie in Nashville (2013年)
- Une vie en musique (2015年)
- Avec toi (2018年)[26][27][28]
- Merci pour le regard (2021年)[29][30]

### 電影作品
- 《Pod igoto》 (1952年) – 改編自伊凡·伐佐夫的小說《在枷鎖下》（Under the Yoke）
- 《Un clair de lune à Maubeuge》 (1962年)
- 《Cherchez l'idole》 (1963年)
- 《你從哪裡來的，約翰尼？（法语：D'où viens-tu, Johnny?）》 (1964年)
- 《Patate》 (1964年)
- 《Malpertuis》 (1971年)
- 《黑色天使（法语：L'ange noir）》(1994年)
- 《Mausolée pour une garce》 (2001年、電視劇)
- 《傳教士（英语：The Missionaries）》(2014年)

### 書籍
- Sylvie Vartan dans la lumière, autobiography, Xo – 2007 ISBN 978-2-84563-337-7
- Entre l'ombre et la lumière, autobiography, Xo – 2004, ISBN 2-84563-195-2
- Sylvie Vartan, by Camilio Daccache and Isabelle Salmon, Vaderetro – 1996, ISBN 2-909828-41-7
- Sylvie Vartan, une fille de l'Est, by Eric Cazalot and Christian Cazalot, Express Prelude & Fugue – 2003, ISBN 2-84343-163-8
- Sylvie Vartan, Revue de mode, Paris-Musées – 2004, ISBN 2-87900-847-6
- Dictionnaire des chansons de Sylvie Vartan, by Benoît Cachin, Tournon – 2005, ISBN 2-914237-34-0

## 外部連結
- Official site
- 雪兒薇·瓦丹的Discogs页面 （英文）
- 雪兒薇·瓦丹在互联网电影资料库（IMDb）上的資料（英文）
- Unofficial site
- Season's greeting cards of Association Sylvie Vartan pour la Bulgarie